# A Tradition of Eighteen Hundred and Four
A Tradition of Eighteen Hundred and Four is een kort verhaal van de Engelse schrijver Thomas Hardy. Hij schreef het op verzoek van de uitgevers Harper & Bros. voor de editie van het Amerikaanse blad Harper's Christmas van 1882. In juli van dat jaar zond hij het in met de oorspronkelijke titel A Legend of Eighteen Hundred and Four.
Hardy was niet erg te spreken over de vormgeving van zijn verhaal in het blad. Hij bracht er later ook enige veranderingen in aan. Hij wijzigde de titel en verplaatste de handeling van Sussex naar Dorset, zodat het onderdeel werd van het fictieve graafschap Wessex, waarin de meeste van Hardy's verhalen zich afspelen. Ook de plaatsaanduidingen werden in die zin aangepast. In deze vorm werd het opgenomen in de bundel Life's Little Ironies uit 1894. In 1912 verplaatste hij het verhaal echter naar de bundel Wessex Tales, dat in de uiteindelijke vorm zeven verhalen telt, waarvan dit het kortste is.
Evenals het verhaal The Melancholy Hussar of the German Legion heeft de vertelling betrekking op de spanningen tussen Engeland en Frankrijk tijdens de napoleontische oorlogen en de onrust die aan de Engelse zijde van Het Kanaal heerst over een mogelijke invasie door de troepen van Napoleon.
De aanleiding voor het verhaal blijkt uit de eerste zin, waarin sprake is van de veelbesproken mogelijkheid van een invasie van Engeland via een tunnel onder Het Kanaal. Ten tijde van het ontstaan van het verhaal in de vroege jaren 1880 was die discussie inderdaad gaande: er werd zelfs al enige tijd aan de tunnel gewerkt, tot de Britse overheid de werkzaamheden uit veiligheidsoverwegingen liet stilzetten. Feit is dat ook al in de tijd van Napoleon plannen werden ontwikkeld voor een dergelijke tunnel, maar die bleken met de toenmalige middelen niet te realiseren. In plaats daarvan trok Napoleon troepen samen aan de kust en liet vele honderden platboomde schepen bouwen die geschikt waren om manschappen, paarden en kanonnen te vervoeren. Bij helder weer waren de werkzaamheden en de oefeningen van de soldaten vanaf de Engelse kust waar te nemen.

## Het verhaal
Hardy legt het verhaal in de mond van de oude schaapherderszoon Solomon Selby, die inmiddels al tien jaar dood is, maar bij leven graag vertelde wat hem was (of zou zijn) overkomen.
Als zoon van een herder op een eenzame plaats aan de kust was het zijn taak om zijn vader af te lossen als die ging slapen. Zijn vader had eens een kudde rondgeleid in Sussex en vanaf een hoge positie kunnen waarnemen wat er aan de Franse kust plaatsvond aan bouwactiviteiten en militaire oefeningen. De algemene verwachting was dat een landing van Napoleon zou plaatsvinden in de buurt van Dover als meest logische plek. Tegelijkertijd bestond het vermoeden dat de Fransman juist daarom op zoek was naar een betere en rustiger plaats om zijn troepen aan land te zetten. Als Solomons oom Job, een sergeant in het leger, op een dag op bezoek komt vergezelt deze de jongen als hij 's nachts een oogje op de schapen moet houden. Als Solomon stemmen hoort op de gewoonlijk verlaten plaats maakt hij zijn ingedommelde oom wakker. Dichterbij gekomen horen zij dat het om twee Franssprekende mannen gaat. Deze zijn in de weer met een lantaarn en kaarten en wijzen elkaar diverse plekken aan op de kaart en langs de kust.
Als bij toeval het licht van de lantaarn op het gezicht van een van de mannen valt, ontdekt oom Job tot zijn verbijstering dat het Napoleon zelf is die daar staat. Geschrokken duiken de twee weg, maar Solomon neemt toch voorzichtig een kijkje en herkent Napoleon ook, van wie hij weleens een plaatje heeft gezien. Ongewapend als zij zijn kunnen ze echter niets uitrichten en kunnen er alleen van een afstand getuige van zijn hoe de twee Fransen afdalen naar de kust en in een sloep stappen van waaruit zij verderop overstappen op een schip dat wegvaart richting de Franse kust. Oom Job vertelt de autoriteiten wat hij heeft gezien, maar de verteller heeft daarover geen nadere informatie. Napoleon kwam ook nooit toe aan de invasie. En als men ook wil twijfelen aan de geloofwaardigheid van het verhaal, Solomon Selby wist het goed en overtuigend te brengen.